# 因阿姆蓋勒
23°41′37″N 5°9′53″E / 23.69361°N 5.16472°E

因阿姆蓋勒（阿拉伯语：‎），是阿爾及利亞的城鎮，位於該國東南部塔曼拉塞特省，由塔曼拉塞特區負責管轄，面積93,438平方公里，海拔高度1,026米，2008年人口4,208，人口密度每平方公里0.1人。